# Alberta (piosenka)
Alberta lub Alberta, Let Your Hair Hang Low – tradycyjna piosenka folkowa. Po raz pierwszy utwór nagrał amerykański muzyk Bob Gibson, którego wersję wydano w 1957 roku.
Bluesową piosenkę pod tym samym tytułem w 1935 roku nagrał amerykański gitarzysta i wokalista Leadbelly, jednak ta kompozycja z odmiennym tekstem jest innym utworem muzycznym.

## Historia
Po raz pierwszy o utworze „Alberta” napisała Mary Wheeler w książce Steamboatin’ Days: Folk Songs of the River Packet Era (Louisiana State University Press), która wydana została w 1944 roku. W publikacji piosenkę tę autorka podała pod tytułem „Alberta, Let Your Hair Hang Low”. Według Wheeler miała to być kompozycja, której początki związane są z podróżami rzecznymi parowcami.

## Wersje innych wykonawców
Źródło:
- 1957: Bob Gibson (Carnegie Concert)
- 1961: Burl Ives (pod tytułem „Lenora, Let Your Hair Hang Down”, The Versatile Burl Ives!)
- 1962: The Chad Mitchell Trio (At the Bitter End)
- 1963: Odetta (pod tytułem „Roberta”, Odetta Sings Folk Songs)
- 1963: Pernell Roberts (Come All Ye Fair and Tender Ladies)
- 1966: The Blues Project (Live at The Cafe Au Go Go)
- 1966: Doc Watson (Southbound)
- 1970: Bob Dylan (dwie wersje na Self Portrait)[6]

### Dwie wersje Dylana
Utwory „Alberta #1” i „Alberta #2” Dylana miały wyewoluować z piosenki „Alberta”, która według Olivera Tragera miała być grana w jednym z saloonów (tzw. juke jointów) na Południu Stanów Zjednoczonych, i która na przestrzeni lat była wielokrotnie wykonywana przez różnych muzyków. Kompozycję zaaranżował Bob Dylan i nagrał ją jako dwa utwory w 1970 roku, które wydano na albumie Self Portrait (1970).

## Utwory o tym samym tytule

### Blues Leadbelly’ego
Amerykański muzyk folkowo-bluesowy Leadbelly nagrał cztery wersje odmiennej (od „Alberta, Let Your Hair Hang Low”) piosenki (z innym tekstem), ale wydanej pod tym samym tytułem („Alberta”). Jedną z nich zarejestrowano w Nowym Jorku 23 stycznia 1935 roku (jednak wytwórnia ARC Records nie wydała materiału). Podobną aranżację utworu nagrano w Nowym Jorku 15 czerwca 1940 roku. W lutym 1935 roku w Wilton muzyk zarejestrował kolejną wersję tego bluesa, która znalazła się na albumie Gwine Dig a Hole to Put the Devil In: The Library of Congress Recordings, Vol. 2 (1991). Czwartą wersję Leadbelly zarejestrował w Nowym Jorku w czerwcu 1948 roku (nagranie znajduje się w Mary Elizabeth Barnicle–Tillman Cadle Collection, East Tennessee State University).

### Aranżacja Claptona utworu „Corrine, Corrina”
W 1992 roku brytyjski muzyk blues-rockowy Eric Clapton wykonał utwór pod tytułem „Alberta” podczas występu z cyklu akustycznych koncertów MTV Unplugged, który wydano na albumie Unplugged (1992). W 2016 roku redakcja amerykańskiego czasopisma „Billboard” napisała w artykule, że Clapton został oskarżony w związku z prawami autorskimi tej piosenki. Jego aranżacja nawiązuje do melodii popularnego wśród wykonawców utworu „Corrine, Corrina”, który w 1928 roku napisał muzyk Bo Carter (właśc. Armenter Chatmon). Clapton wykorzystał jednak nowy tekst (Alberta, Alberta…). W informacjach, zamieszczonych we wkładce do albumu Unplugged Claptona, jako autora/aranżera utworu wskazano Leadbelly’ego, mimo że „Alberta” Leadbelly’ego to inna kompozycja.